# Snobben: The Peanuts Movie
Snobben: The Peanuts Movie (känd som enbart The Peanuts Movie i USA) är en amerikansk animerad film regisserad av Steve Martino. Filmen bygger på den tecknade serien Snobben av Charles M. Schulz och den hade biopremiär i Sverige den 25 december 2015. Det är den första filmen om Snobben som är gjord i CGI.